# Szyszki (województwo lubelskie)
Szyszki – wieś w Polsce położona w województwie lubelskim, w powiecie łukowskim, w gminie Stoczek Łukowski.
W Słowniku historyczno-geograficznym ziem polskich w średniowieczu jest napisane, że w 1507 roku odnotowano Szyszki Płozy, w 1531 roku odnotowano wieś szlachecka Szyszki, w 1552 odnotowano 20 osadzonych chłopów. W tym czasie były własnością Jedinaka Kanimira, który mieszkał w Niedźwiedzim Kierzu (Niedźwiadce) i posiadał dodatkowo części w Jamielniku i Jedlance. Wieś należała do parafii Tuchowicz.
W 1564 roku były to Płozy al. Szyszki tak samo odnotowano w latach 1580, 1620, 1673. Od 1683 roku są to już Szyszki. Na mapie Karola Pertheesa z roku 1786 (kartograf króla Stanisława Augusta Poniatowskiego)Szyszki są oznaczone jako własność duchowieństwa (uposażenie dominikanów warszawskich).Na austriackiej mapie z lat 1801-1804 w. Szyszki jest zaznaczona w historycznej lokalizacji tzn. wzdłuż drogi od obecnego centrum Szyszek w stronę wsi Turzec. Według spisu z 1827 r. we wsi jest 21 domów i 138 mieszkańców. Szyszki w 1835 roku należały do gminy Prawda i pozostały własnością Skarbu Państwa Królestwa Polskiego tzn. nie były wsią szlachecką i nie było we wsi folwarku.
Według spisu z końca XIX w. we wsi jest 25 domów i 217 mieszkańców i posiada 1220 mórg ziemi. W tym czasie wieś znajduje się już w obecnej lokalizacji. Według spisu z 1921 roku we wsi jest 73 domy i 455 mieszkańców w tym 9 Żydów. Wieś należy do gminy i parafii Tuchowicz. Według spisu z 1926 roku do szkoły uczęszcza 72 u uczniów, a kierownikiem szkoły jest Edward Luty. Od roku 1929 wieś należy do nowo powstałej parafii Jedlanka.
W latach 1975–1998 miejscowość położona była w województwie siedleckim.
Wieś stanowi sołectwo w gminie Stoczek Łukowski. Według Narodowego Spisu Powszechnego z roku 2011 wieś liczyła 500 mieszkańców.
Wierni Kościoła rzymskokatolickiego należą do parafii Chrystusa Króla w Jedlance.